# Państwowa Rada Górnicza
Państwowa Rada Górnicza – ciało doradcze Prezesa Rady Ministrów istniejące w latach 1954–1990, mające na celu opiniowanie spraw związanych z eksploatacją złóż kopalin.

## Powołanie Rady
Na podstawie rozporządzenie Rady Ministrów z 1954 r. w sprawie Państwowej Rady Górnictwa ustanowiono Radę.

## Zakres działania Rady
Do zakresu działania Państwowej Rady Górnictwa należało:
- przygotowywanie i opiniowanie zasad metodologicznych w dziedzinie racjonalnej gospodarki eksploatacyjnej złóż kopalin oraz opiniowanie zagadnień dotyczących bezpiecznego prowadzenia robót górniczych i prawidłowej gospodarki złożami w zakładach górniczych eksploatujących złoża różnych kopalin, znajdujące się w bezpośrednim sąsiedztwie, oraz złoża zalegające pod miastami, ważnymi obiektami przemysłowymi, urządzeniami komunikacyjnymi i innymi oraz pod zabytkami kultury narodowej;
- opiniowanie zagadnień z zakresu mechanizacji i postępu technicznego w górnictwie;
- opiniowanie w zakresie określonym regulaminem projektów przepisów dotyczących górnictwa, a w szczególności rozporządzeń, zarządzeń i innych przepisów, wydawanych na podstawie prawa górniczego;
- opiniowanie zagadnień dotyczących organizacji i programów nauczania w zawodowym szkolnictwie górniczym;
- opiniowanie w zakresie górnictwa spraw przekazanych przez zainteresowanych ministrów i kierowników centralnych urzędów;
- opiniowanie innych spraw przekazanych przez Prezesa Rady Ministrów.

## Skład Rady
Państwowa Rada Górnictwa składała się z przewodniczącego Rady i jego zastępców, sekretarza Rady oraz członków stałych i niestałych Rady.
Przewodniczącego Państwowej Rady Górnictwa i jego zastępców oraz sekretarza Rady mianował i zwalniał Prezes Rady Ministrów.
W skład Państwowej Rady Górnictwa jako członkowie stali wchodziło:
- sześciu przedstawicieli Ministerstwa Górnictwa i Energetyki;
- dwaj przedstawiciele Ministerstwa Hutnictwa;
- dwaj przedstawiciele Wyższego Urzędu Górniczego
- po jednym przedstawicielu: Ministerstwa Przemysłu Materiałów Budowlanych, Ministerstwa Przemysłu Chemicznego, Ministerstwa Transportu Drogowego i Lotniczego, Centralnego Urzędu Geologii, Polskiej Akademii Nauk, Akademii Górniczo-Hutniczej w Krakowie oraz Politechniki Śląskiej im. W. Pstrowskiego.

Państwowa Rada Górnictwa wyrażała swoje opinie w formie uchwał podejmowanych większością głosów, przy obecności co najmniej 3/5 członków Rady.
Przewodniczący Państwowej Rady Górnictwa mógł zlecać w trybie określonym obowiązującymi przepisami opracowanie poszczególnych spraw i zagadnień członkom Rady lub ich zespołom.

## Zniesienie Rady
Na podstawie ustawy z 1990 r. o likwidacji Wspólnoty Węgla Kamiennego i Wspólnoty Energetyki i Węgla Brunatnego oraz o zmianie niektórych ustaw zniesiono Państwową Radę Górniczą.